# ذا لو أوف ويكي
ذا لو أوف ويكي (باليابانية: うえきの法則، بالروماجي: Ueki no Hōsoku) (بالإنجليزية: The law of Ueki)‏ هي سلسلة مانغا يابانية من تأليف ورسم تسوباسا فوكوتشي. نشرت من قبل شوغاكوكان في مجلة شونن سندي الأسبوعية، منذ 25 يوليو عام 2001 حتى 13 أكتوبر عام 2004، تم تجمع فصول المانغا في 16 مجلد تانكوبون، نشرت في 18 ديسمبر عام 2001،
حتى 14 يناير عام 2005. أنتجت إلى مسلسل أنمي تلفزيوني من إنتاج ستوديو دين، عرض في 4 أبريل عام 2005 واستمر عرضه حتى 27 مارس عام 2006، وتكون من 51 حلقة.

## القصة
تدور أحداث القصة عن فتى اسمه ويكي كوزكي الذي يحصل على قوة غريبة من رجل اسمه كوباياشي، تمكنه هذه القوة من تحويل القمامة إلى اشجار، وسجله في بطولة للقوة الغربية يشارك فيها طلاب المدارس الثانوية، والفائز يحصل على الموهبة الفارغة.

### ذا لو أوف ويكي بلاس
تدور أحداث القصة بعد عامين من البطولة، أصبح ويكي كوزكي في طالبًا في السنة الثالثة في مدرسة هينوكوني جونيور الثانوية، وفقد الجميع في العالم ذاكرتهم عن أهم شخص لديهم، بما في ذلك أصدقائه الذين شاركوا في البطولة قبل عامين يوكي هو الوحيد الذي لم يتأثر، وهو يقاتل من أجل استعادة ذكريات الجميع.

## الشخصيات

### الشخصيات الرئيسية
كوسوكي ويكي  (باليابانية: 植木 耕助، بالروماجي: Ueki Kōsuke)
أداء صوتي: رومي باكو
موري آي (باليابانية: 森 あい، بالروماجي: Mori Ai)
أداء صوتي: توموكو كاواكامي
سانو سيتشيرو (باليابانية: 植木 耕助، بالروماجي: Sano Seiichirō)
أداء صوتي: سويتشيرو هوشي
رينكو جيرالد(باليابانية: 鈴子･ジェラード، بالروماجي: Rinko Jerādo)
أداء صوتي: ماميكو نوتو
سويا هيديوشي (باليابانية: 宗屋 ヒデヨシ، بالروماجي: Sōya Hideyoshi)
أداء صوتي: كابي ياماغوتشي
كوباياشي (باليابانية: 小林، بالروماجي: Kobayashi)
أداء صوتي: كاتسوجي موري
تينكو (باليابانية: テンコ، بالروماجي: Tenko)
أداء صوتي: تشيوا سايتو (الصغير)
أداء صوتي: تاكاشي ناغاساكو (الكبير)
هانو (باليابانية: アノン، بالروماجي: Hanon)
أداء صوتي: جون فوكوياما
روبرت هيدن (باليابانية: ロバート・ハイドン، بالروماجي: Robāto Haidon)
أداء صوتي: ميتسكي سايغا
مارغريت (باليابانية: マーガレット، بالروماجي: Māgaretto)
أداء صوتي: شويتشي إيكيدا

### روبرتز تين
كاغيو كوروكي (باليابانية: 黒木 影男، بالروماجي: Kuroki Kageo)
أداء صوتي: يوسي أودا
كاموي روسو (باليابانية: カムイロッソ، بالروماجي: Kamui Rosso)
أداء صوتي: هارومي ساكوراي
أليسون جوليان (باليابانية: アレッシオ・ジュリアーノ، بالروماجي: Aresshio Juriāno)
أداء صوتي: كين ناريتا
دون (باليابانية: ドン، بالروماجي: Don)
أداء صوتي: كوجي إيشي
ماركو مالديني (باليابانية: マルコ・マルディーニ، بالروماجي: Maruko Marudīni)
أداء صوتي: شو هايامي
أوغر (باليابانية: 鬼، بالروماجي: Oni)
أداء صوتي: تشيكاو أوتسكا
بيكي ولف (باليابانية: ベッキー・ウルフ، بالروماجي: Bekkī Urufu)
أداء صوتي: يوميكو كوباياشي
تارو ميوجين (باليابانية: 明神 太郎، بالروماجي: Myōjin Tarō)
أداء صوتي: مايومي ياماغوتشي
كارل بيه. أسيو (باليابانية: カール・P・アッシオ، بالروماجي: Kāru P Asshio)
أداء صوتي: واتارو تاكاغي
يونباو (باليابانية: ユンパオ، بالروماجي: Yunpao)
أداء صوتي: أكيكو ياجيما
كابارا (باليابانية: カバラ، بالروماجي: Kabara)
أداء صوتي: نورياكي سوغياما

### فريق كابوتشو
كابوتشو
أداء صوتي: يو أساكاوا
ماريو
أداء صوتي: هيروشي كاميا
أوغو
أداء صوتي: كوكي مياتا
نايس
أداء صوتي: ماسايا ماتسكازي
زاك
أداء صوتي: أوسامو إيتشيكاوا

### فريق غرانو
غرانو
أداء صوتي: إيشين تشيبا
بيكول
أداء صوتي: يوي هوريه
غيتار
أداء صوتي: كينتارو إيتو
مونين
أداء صوتي: توشيو فوروكاوا
باستيلو
أداء صوتي: توشيهارو ساكوراي

### فريق مارلين
مارلين كاري (باليابانية: マリリン･キャリー، بالروماجي: Maririn Kyarī)
أداء صوتي: ساتسوكي يوكينو
ميموري (باليابانية: メモリー، بالروماجي: Memorī)
أداء صوتي: مينوري تشيهارا
ماثيو (باليابانية: マシュー، بالروماجي: Mashū)
أداء صوتي: شينيتشيرو ميكي
بارون (باليابانية: バロン، بالروماجي: Baron)
أداء صوتي: بانجو غينغا
باتينغ (باليابانية: プテｨング، بالروماجي: Putingu)
أداء صوتي: كاوري فوكوهارا

### فريق بارو
بارو إيسكاروت (باليابانية: バロウ･エシャロット، بالروماجي: Barou Esharotto)
أداء صوتي: شيهو كاواراغي
بان ديكوت (باليابانية: バン･ディクート، بالروماجي: Ban Dikūto)
أداء صوتي: إيجي تاكيموتو
دييغوستار (باليابانية: デｨエゴスター، بالروماجي: Diegosutā)
أداء صوتي: تورو أوكاوا
كيل نورتون (باليابانية: キル･ノートン ، بالروماجي: Kiru Nōton)
أداء صوتي: سسمو تشيبا

### شخصيات أخرى
الملك (باليابانية: 神様، بالروماجي: Kami-sama)
أداء صوتي: جوروتا كوسوغي
يودوغاوا (باليابانية: 淀川، بالروماجي: Yodogawa)
أداء صوتي: كاتسومي توريومي
باغ
أداء صوتي: كوجي تسوجيتاني
لافيرتي
أداء صوتي: إتسكو كوزاكورا
مارو تايرا (باليابانية: 平 丸男، بالروماجي: Taira Maruo)
أداء صوتي: كينتا مياكي
هاياو أداتشي (باليابانية: 足立 駿夫، بالروماجي: Adachi Hayao)
أداء صوتي:  (اليابانية)، موتوكي تاكاغي (العربية)
لي هو (باليابانية: 李崩، بالروماجي: Ri Hō)
أداء صوتي: تاكيهيتو كوياسو
جونيتشي بابا (باليابانية: 馬場 淳一، بالروماجي: Baba Jun'ichi)
{{أداء صوتي|كيشو تانياما
بولو تي.
أداء صوتي: ياسويوكي كاسي
مونجيرو أونياما (باليابانية: 鬼山 紋次郎، بالروماجي: Oniyama Monjirō)
أداء صوتي: كاتسويوكي كونيشي

### عائلة ويكي
غيغورو ويكي (باليابانية: 植木 源五郎، بالروماجي: Ueki Gengorō)
أداء صوتي: شيغيرو تشيبا
شوكو ويكي (باليابانية: 植木 翔子، بالروماجي: Ueki Shōko)
أداء صوتي: أكيرا كاساهارا
هاروكو ويكي (باليابانية: 植木 春子، بالروماجي: Ueki Haruko)
أداء صوتي: ميغومي هاياشيبارا

## وصلات خارجية
- ذا لو أوف ويكي بلاس على موقع Web Sunday باللغة اليابانية
- ذا لو أوف ويكي على موقع Avex Mode نسخة محفوظة 2006-07-19 على موقع واي باك مشين. باللغة اليابانية
- ذا لو أوف ويكي على موقع تلفزيون طوكيو باللغة اليابانية
- Funimation's The Law of Ueki webpage على موقع واي باك مشين (archive index)
- Geneon's The Law of Ueki page على موقع واي باك مشين (نسخة محفوظة September 2, 2006)
- ذا لو أوف ويكي على موقع ANN manga (الإنجليزية)